# Colonia Miguel Alemán Valdez
Colonia Miguel Alemán Valdez är en ort i Mexiko.   Den ligger i kommunen Cuajinicuilapa och delstaten Guerrero, i den sydöstra delen av landet, 300 km söder om huvudstaden Mexico City. Colonia Miguel Alemán Valdez ligger 22 meter över havet och antalet invånare är 726.
Terrängen runt Colonia Miguel Alemán Valdez är platt. Runt Colonia Miguel Alemán Valdez är det glesbefolkat, med 8 invånare per kvadratkilometer. Närmaste större samhälle är Cuajinicuilapa de Santa Maria, 13,8 km sydost om Colonia Miguel Alemán Valdez. Omgivningarna runt Colonia Miguel Alemán Valdez är en mosaik av jordbruksmark och naturlig växtlighet.